# Ternant, Charente-Maritime
Ternant är en kommun i departementet Charente-Maritime i regionen Nouvelle-Aquitaine i västra Frankrike. Kommunen ligger  i kantonen Saint-Jean-d'Angély som ligger i arrondissementet Saint-Jean-d'Angély. År 2022 hade Ternant 381 invånare.

## Befolkningsutveckling
Antalet invånare i kommunen Ternant
Referens:INSEE